# Asiophlugis
Asiophlugis is een geslacht van rechtvleugeligen uit de familie sabelsprinkhanen (Tettigoniidae). De wetenschappelijke naam van dit geslacht is voor het eerst geldig gepubliceerd in 1998 door Gorochov.

## Soorten
Het geslacht Asiophlugis omvat de volgende soorten:
- Asiophlugis borneoensis Jin, 1993
- Asiophlugis cercalis Gorochov, 2012
- Asiophlugis dubia Karny, 1907
- Asiophlugis kubah Gorochov, 2012
- Asiophlugis longiuncus Gorochov, 2013
- Asiophlugis malacca Gorochov, 1998
- Asiophlugis philippina Jin, 1993
- Asiophlugis rete Gorochov, 1998
- Asiophlugis sulawesi Jin, 1993
- Asiophlugis temasek Gorochov & Tan, 2011
- Asiophlugis thai Helfert & Sänger, 1998
- Asiophlugis thaumasia Hebard, 1922
- Asiophlugis trusmadi Gorochov, 2011